# U-2432
U-2432 je bila nedokončana vojaška podmornica razreda XXIII nemške Kriegsmarine med drugo svetovno vojno.

## Zgodovina
20. septembra 1943 so naročili gradnjo podmornice v ladjedelnici C.R.D.A. v Trbižu (Monfalcone), ki se je pričela 16. junija 1944. Leta 1944 so preklicali gradnjo podmornice.

## Tehnični podatki
| Kategorije                                          | Podatki         |
| --------------------------------------------------- | --------------- |
| Teža (t): na površju pod površjem polna Teža        | 234 258 275     |
| Dolžina (m) - tlačni trup (m)                       | 34,68 - 26,0    |
| Širina (m) - tlačni trup (m)                        | 3,02 - 3,0      |
| Izpodriv (m)                                        | 3,66            |
| Višina (m)                                          | 7,7             |
| Moč ([[konjska Moč\|hp]]): na površju pod podvršjem | 630 580         |
| Hitrost (vozlov): na površju pod podvršjem          | 9,7 12,5        |
| Doseg (milja/vozel): na površju pod podvršjem       | 2.600/8 194/4   |
| Torpeda/Torpedne cevi                               | 2/2 (na premcu) |
| Posadka                                             | 14-18           |
| Maksimalni potop (m)                                | 180             |